# Зеттерстранд, Кристоффер
Эрик Дэвид Кристофер Зеттерстранд (швед. Erik David Kristofer Zetterstrand; более известный как Кристоффер Зеттерстранд (Kristoffer Zetterstrand); род. 27 сентября 1973, Стокгольм, Швеция) — шведский художник-сюрреалист, создавший множество картин для компьютерной игры Minecraft.

## Образование и карьера
Кристоффер Зеттерстранд учился в колледже Королевского университета изящных искусст в Стокгольме и на факультете изящных искусств в Мадриде. На работы Зеттерстранда повлияли классические произведения искусства, произведения искусства эпохи Возрождения, а также компьютерная графика и 3D-моделирование. Его дебютная выставка в ALP Galleri Peter Bergman в 2002 году состояла из сборников по видеоигре Counter-Strike. В 2010 году Маркус Перссон добавил несколько картин Зеттерстранда в свою видеоигру Minecraft, и с тех пор картины шведского художника стали знаковой частью игры. Его картины часто основаны на виртуальных натюрмортах и сценографии, создаваемой в приложениях для 3D-моделирования. Зеттерстранд расширил источники своих картин, включив в них старинные фотографии и изображения. В 2019 году картина Зеттерстранда привлекла внимание социальных сетей. В связи с этим Технический музей в Стокгольме в срочном порядке начал планировать выставку на тему «поднятие интернет-любви».

## Награды
В 2008 году Зеттерстранд получил грант IASPIS для художников-резидентов. В 2012 году он получил художественную премию Марианны и Зигварда Бернадот.  В 2013 году он был награжден Stora Kakelpriset, ежегодной премией за самое инновационное использование плитки или керамики в строительстве внутри Швеции, за свою мозаику Ager Medicinae (с лат. — «Область медицины»). Работа площадью в 340 квадратных метров была введена в эксплуатацию для экстерьера гаража в Новой Каролинской университетской больнице в Сольне. Ager Medicinae изображает приблизительную хронологию развития медицины в стиле пиксельной графики.

## Творчество

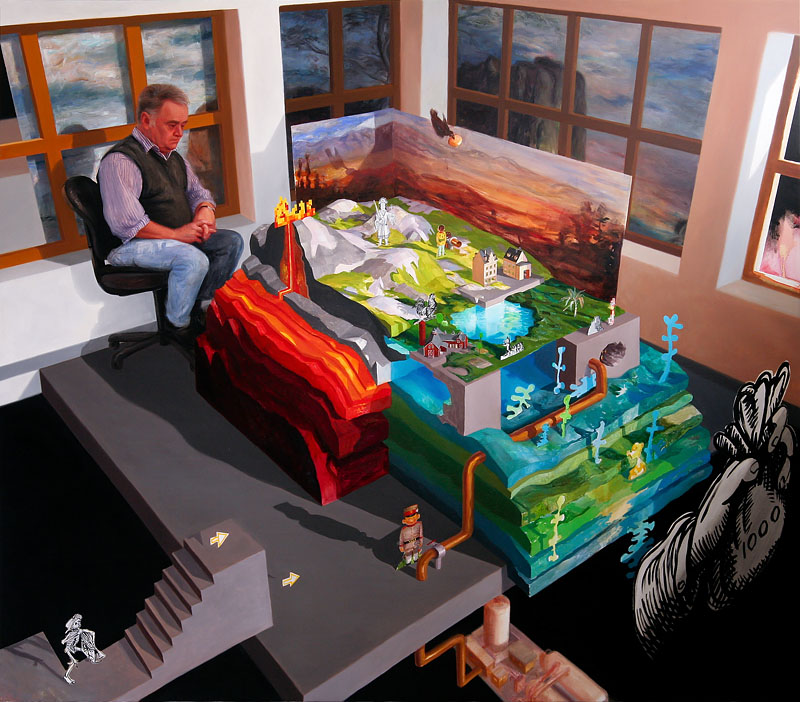
The game, 2009
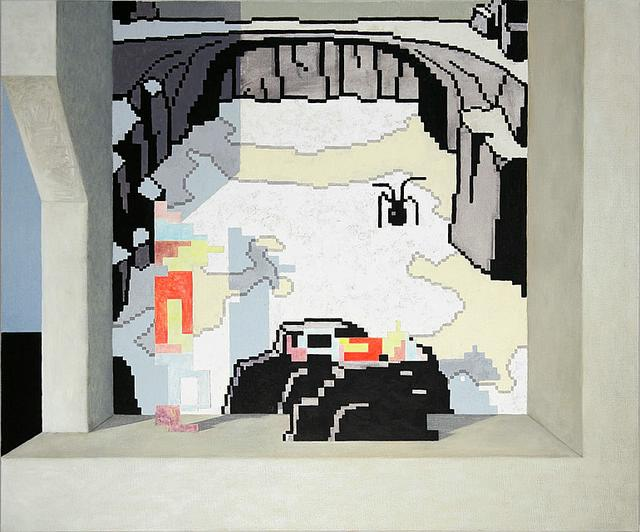
The stage is set, 2006
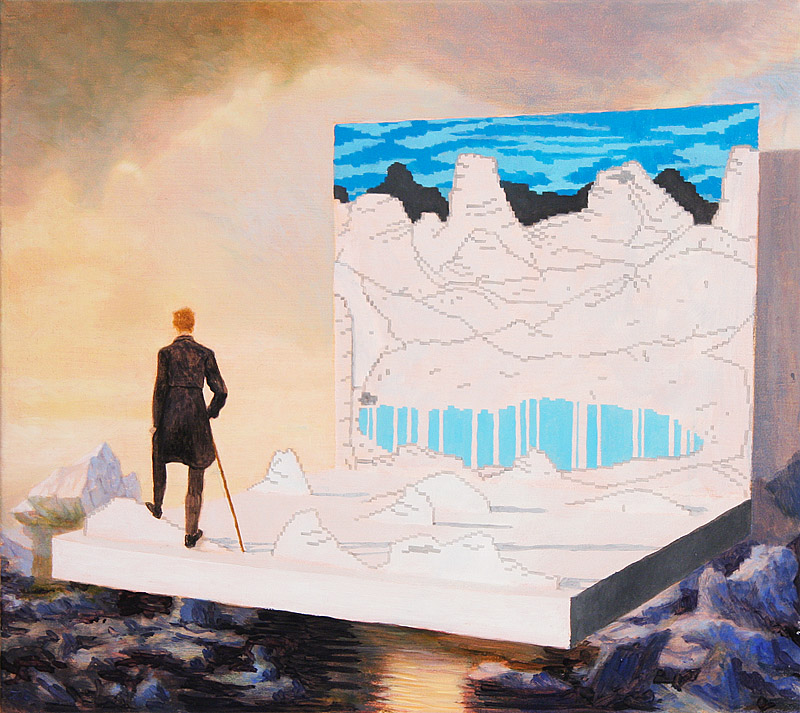
Wanderer, 2008
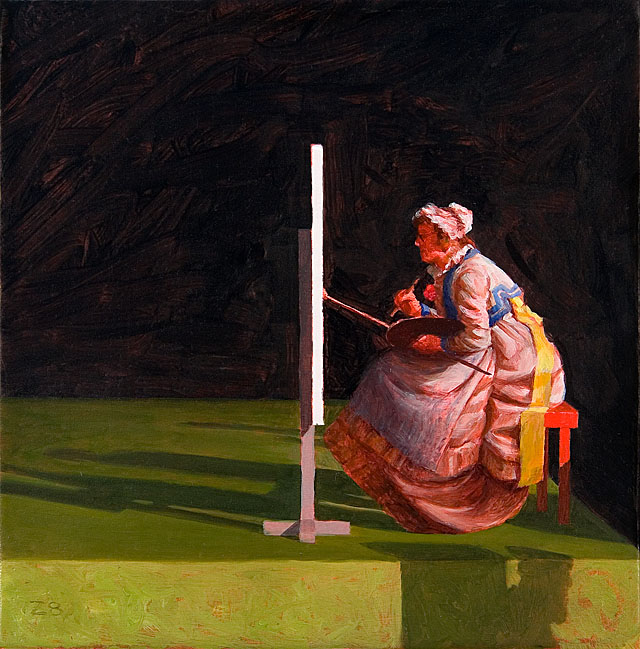
The master, 2008
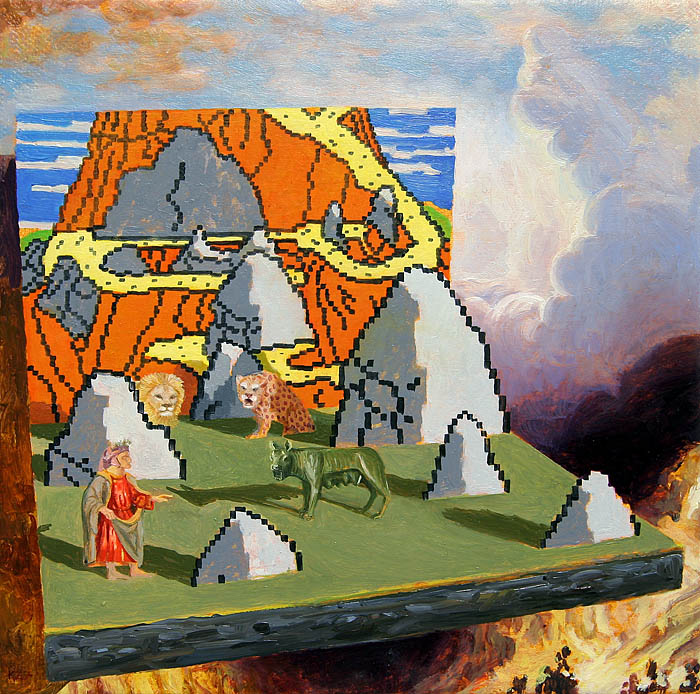
Dante and the three beasts, 2007
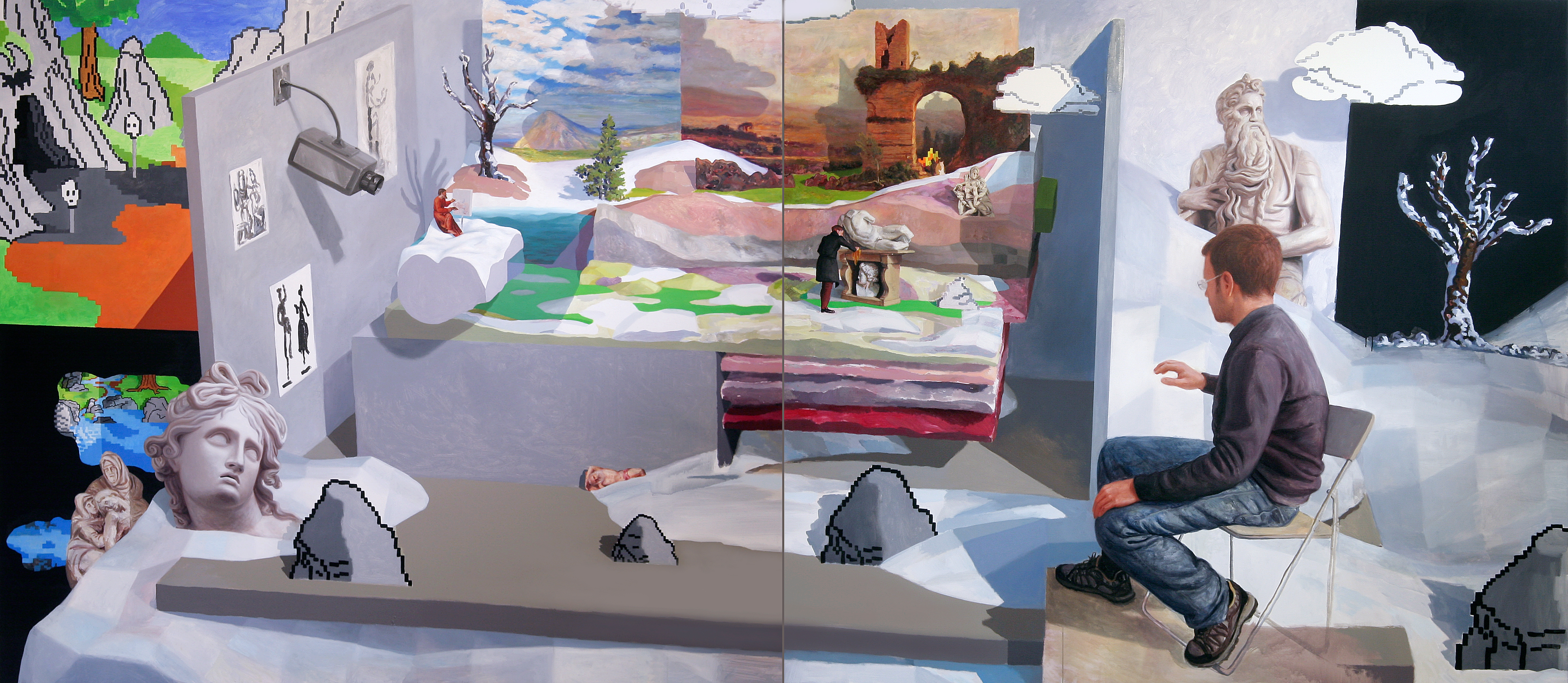
Thawing, 2008
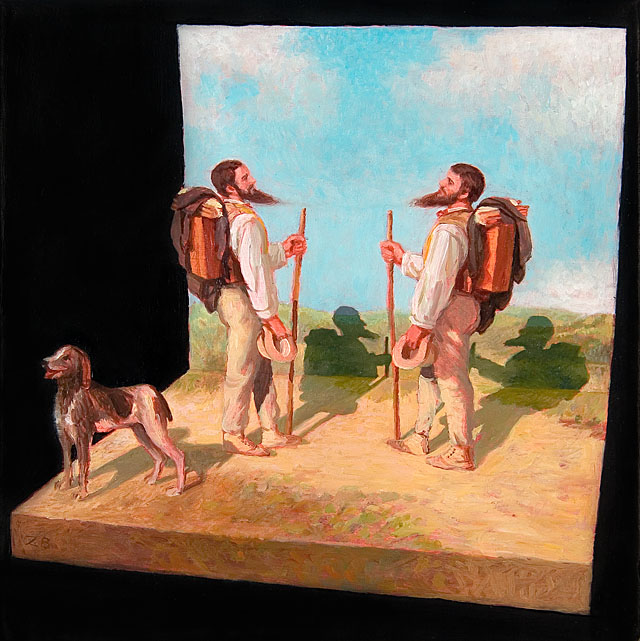
Bonjour Monsieur Courbet, 2008
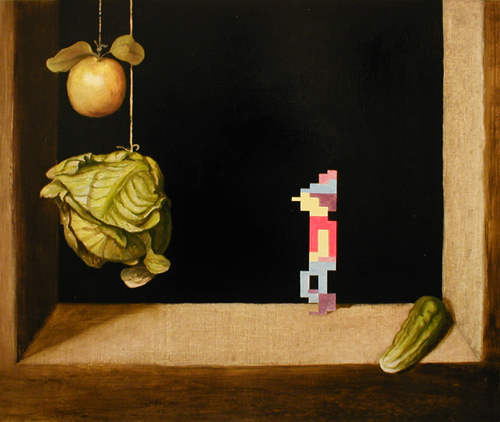
Graham, 2003
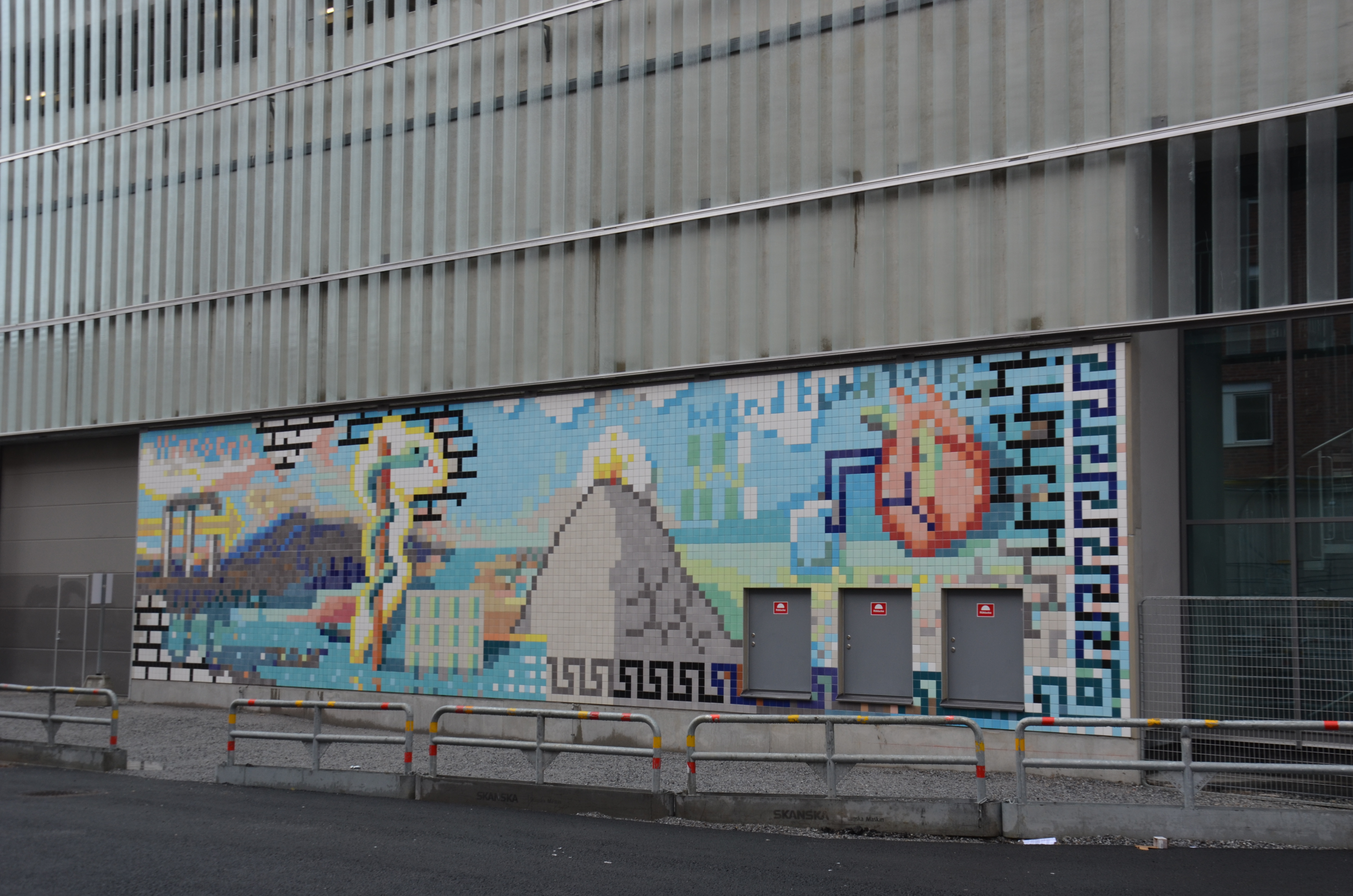
Ager Medicinae в Сольне